# Moto E7i Power
El Moto E7i Power es un teléfono inteligente de gama baja fabricado por Motorola Mobility. Fue lanzado en marzo de 2021.

## Características

### Hardware
El Moto E7i Power funciona con un Soc Unisoc SC9863A que incluye un CPU ARM Cortex-A55 4x 1.6GHz (Quad-core) y ARM Cortex-A55 4x 1.2GHz (Quad-core) de con una pantalla de 6.51 pulgadas, tiene un procesador Octa-core de 1.6GHz y 1.2GHz con un GPU PowerVR GE8322 MP2 con 2 GB de RAM y 32 GB de almacenamiento interno expandible hasta 1 TB con una tarjeta microSD.
Tiene una pantalla LCD IPS de 6.51 pulgadas con la resolución de 720 x 1600 pixeles. Tiene dos cámaras traseras de 13 MP + 2 MP con una apertura de f/2.2 y f/2.4 y cuenta con autofoco y flash Led. La cámara frontal de 5 MP con una apertura de f/2.2 y cuenta con flash Led.

### Software
El Moto E7i Power funciona con Android 10 (Edición Go) y la interfaz de usuario Experience de Motorola.